# Boomzakspin
De boomzakspin (Clubiona pallidula) is een spinnensoort uit de familie van de struikzakspinnen (Clubionidae). De wetenschappelijke naam van de soort werd, als Araneus pallidulus, in 1758 door Carl Alexander Clerck gepubliceerd.
De vrouwtjes worden 7 tot 13 mm groot, de mannetje 6 tot 9 mm. Deze langpotige spin is geel tot donkerbruin. De kop is donkerder, de cheliceren zijn zwart en de poten zijn lichtgeelbruin. Leeft op struiken en bomen onder een opgerold blad of onder de losse schors in het Palearctisch gebied.